# Srednekolymsk
Srednekolymsk ou Srednékolymsk (en russe : Среднеколымск) est une ville de la République de Sakha (Iakoutie), en Russie. Sa population s'élevait à 3 484 habitants en 2014.

## Géographie
La ville est située en Sibérie, dans la plaine de la Kolyma, sur la rive gauche du fleuve Kolyma à son confluent avec l'Ankoudinka, qui sépare l'agglomération en deux quartiers. Elle se trouve à 1 277 km au nord-est de Iakoutsk, la capitale de la république, et à 5 348 km à l'est de Moscou.

## Administration
La ville est le centre administratif du raïon (oulou) qui porte son nom.

## Histoire
En 1644, une colonie fortifiée (ostrog) est créée par les cosaques et est baptisée Iarmanka. En 1775, l'agglomération, renommée Srednekolymsk (qui signifie en russe ville de la Kolyma moyenne), acquiert le statut de ville et devient le chef-lieu de l'okroug de la Kolyma. L'agglomération est un lieu de bannissement et accueille le décembriste Nicolas Bobrichtchev-Pouchkine. Vers la fin du XIXe siècle, l'agglomération compte 147 bâtiments (dont 53 maisons), 22 yourtes, 12 commerçants, une église en bois, une école confessionnelle et un petit hôpital. Les habitants vivaient à l'époque de la pêche de la chasse aux animaux à fourrure et au oiseaux, de la cueillette des champignons et des baies.

## Population
Recensements (*) ou estimations de la population
| 1856 | 1897* | 1926* | 1939* | 1959* | 1970* |
| ---- | ----- | ----- | ----- | ----- | ----- |
| 300  | 538   | 700   | 2 000 | 2 088 | 2 729 |

| 1979* | 1989* | 2002* | 2010* | 2013  | 2014  |
| ----- | ----- | ----- | ----- | ----- | ----- |
| 3 309 | 4 489 | 3 587 | 3 525 | 3 544 | 3 484 |

## Économie
Srednekolymsk possède un petit aéroport et un port sur la Kolyma. L'agglomération a des industries agroalimentaires. Dans le raïon les principales activités sont la pelleterie, l'élevage (rennes, chevaux) et la pêche.